# NGC 5428
NGC 5428 је двојна звезда у сазвежђу Девица која се налази на NGC листи објеката дубоког неба.
Деклинација објекта је - 5° 59' 2" а ректасцензија 14h 3m 28,0s. Привидна величина (магнитуда) објекта NGC 5428 износи 11,4.